# Mink DeVille
Mink DeVille est un groupe de rock américain fondé en 1974 et dissous en 1986.
Le groupe a été associé à la scène punk rock animant le CBGB's club de New York.

## Biographie
Un premier groupe se forme à San Francisco en Californie autour du tout jeune (alors âgé de 14 ans à peine) leader, chanteur et compositeur principal Billy Borsay, futur Willy DeVille, avec le batteur Thomas R. « Manfred » Allen, qui a joué avec John Lee Hooker et Rubén Sigüenza le bassiste, le guitariste Fast Floyd et le pianiste Ritch Colbert. 
Le groupe, après divers noms tels que Billy de Sade and the Marquis, prend son nom définitif en 1975, inspiré par le vieux manteau de vison que porte en scène Fast Floyd
, et s'installe à New York. Concernant le nom, DeVille explique : « On était assis en train de réfléchir à un nouveau nom, et l'un d'entre eux était trop rude, et je disais qu'on ne pourrait pas l'utiliser. Puis l'un de nos gars a dit, et si on prenait Mink DeVille? Y a rien de plus cool qu'une Cadillac pleine de fourrure, si, ? » Fast Floyd est remplacé par Louis X. Erlanger, lui aussi proche de John Lee Hooker, qui donne une couleur plus bluesy au groupe ; Colbert rentre en Californie en 1977, il est remplacé par Bobby Leonards. 
Entre 1975 et 1977, le groupe participe à des soirées au club CBGB's de New York avec Television, The Ramones, Blondie. En 1975, le CBGB est l'épicentre du punk rock et de ce qui sera plus tard appelé la new wave, mais Mink DeVille ne s'accorde pas forcément à cette scène. « Sur scène, le groupe de Willy, Mink DeVille, n'avait rien en commun avec les groupes new wave du CBGB », explique Alex Halberstadt. « Contrairement à Television, The Ramones ou Blondie, il y avait un groupe dans la lignée du rhythm and blues et du soul. »
En 1976, trois chansons de Mink DeVille sont enregistrées dans le Live at CBGB's, une compilation des groupes du CBGB (le batteur Thomas R. « Manfred » Allen, Jr. est crédité sous le nom de Manfred Jones). Le groupe signe en décembre 1976 avec Capitol Records pour leur premier disque, l'enregistrement  de Cabretta commence en janvier 1977, produit par Jack Nitzsche. Cet album mêlant soul, R&B, rock et blues est considéré comme l'un des meilleurs de l'époque.
L'album suivant, Return to Magenta, paraît en 1978 dans la même veine que Cabretta avec les arrangements des producteurs Nitzsche et Steve Douglas. Mink DeVille tourne aux États-Unis toute l'année 1978 avec Elvis Costello et Nick Lowe.
Le dernier album de Mink DeVille, Sportin' Life, est enregistré au label Polydor Records en 1985. Pour l'album, DeVille enregistre deux chansons avec Doc Pomus (Something Beautiful Dying et When You Walk My Way). Il est enregistré au Muscle Shoals Sound Studio en Alabama avec the Muscle Shoals Rhythm Section, et DeVille et Duncan Cameron à la production. La chanson Italian Shoes est un succès dans la plupart des pays européens mais certains critiques s'accordent sur le fait que l'album est surproduit,. Mink DeVille joue son dernier concert le 20 février 1986 à New York.

## Membres
- Willy DeVille - chant
- Ricky Borgia - guitare
- Brian « Thomas » Ray - guitare
- Freddy Koëlla - guitare, violon, mandoline
- Chris Spedding - guitare
- Bob Curiano - basse
- David Keyes - basse
- Boris Kinberg - percussions
- Shawn Murray - batterie
- Seth Farber - piano, accordéon
- Kenny Margolis - piano, accordéon
- Louis Cortelezzi - saxophone
- Mario Cruz - saxophone
- Billy Valentine - chœurs
- John Valentine - chœurs
- Dorene Wise - chœurs
- Yadonna Wise - chœurs

## Discographie
- 1977 : Cabretta (Capitol Records)
- 1978 : Return to Magenta (Capitol)
- 1980 : Le Chat Bleu (Capitol)
- 1981 : Coup de Grâce (Atlantic Records)
- 1983 : Where Angels Fear to Tread (Atlantic)
- 1985 : Sportin' Life (Polydor Records)